# Kristian Nushi
Kristian Nushi (Gjakovë, 21 juli 1982) is een Kosovaars voormalig voetballer die speelde als middenvelder.

## Carrière
Nushi speelde in de jeugd van KF Pristina en vertrok in 1999 naar de jeugd van FC Spiez. Hij maakte zijn profdebuut voor FC Wil 1900 in 2002 en in 2004 wint hij met hen de beker. Hij speelde er tot in 2007 wanneer hij tekende bij FC Aarau; hij speelt er tot in 2009. Tussen 2009 en 2014 speelde hij voor FC St. Gallen. In het seizoen 2014/15 speelde hij voor FC Winterthur. Hij besluit in 2015 een stap terug te zetten en speelt nog in de amateurreeksen bij FC Tuggen en FC Uzwil.
Hij speelde vijf interlands voor Kosovo en scoorde daarin één keer. Dit waren echter geen officiële wedstrijden omdat het Kosovaarse voetbalelftal destijds nog niet erkend werd door de FIFA.

## Erelijst
- FC Wil 1900
  - Zwitserse voetbalbeker: 2004